# چلچله‌های آمریکایی
چلچله‌های آمریکایی (نام علمی: Progne) نام یک سرده از تیره پرستویان است.

## گونه‌ها
- چلچله ارغوانی Progne subis
- چلچله کارائیب Progne dominicensis
- چلچله کوبایی Progne cryptoleuca
- چلچله سینالوا Progne sinaloae
- چلچله سینه‌خاکستری Progne chalybea
- چلچله گالاپاگوس Progne modesta
- چلچله پرو Progne murphyi
- چلچله جنوبی Progne elegans
- چلچله سینه‌قهوه‌ای Progne tapera